# Chlamydera guttata
Chlamydera guttata es una especie de ave paseriforme de la familia Ptilonorhynchidae, perteneciente al género Chlamydera. Tiene dos subespecies. Es endémica de Australia, cuyo nombre común en inglés es Western Bowerbird.

## Subespecies
- Chlamydera guttata carteri (Mathews, 1920)
- Chlamydera guttata guttata (Gould, 1862)